# Sherston Magna
Sherston Magna var en civil parish fram till 1896 då den blev en del av Sherston, i grevskapet Wiltshire, i England. Civil parish var belägen 13 km från Chippenham och hade 1 349 invånare år 1891.